# Mesa boogie f100
Mesa boogie f100 は、Mesa Boogie ギターアンプFシリーズの一つ。もうすでに生産終了になっている。
FシリーズはほかにF-50などCOMBOタイプなども人気である。

## 概要
|                 | F-100 Head                |
| --------------- | ------------------------- |
| 定格電圧        | AC100V                    |
| 定格周波数      | 50/60Hz                   |
| チャンネル      | 2+CONTOUR(Boost)          |
| 選択WATT        | 100WATTS/60WATTS          |
| INPUT           | 1                         |
| SPEAKERS OUTPUT | 3(8Ω:1/4Ω:2)              |
| FOOTSWITCH      | 3(CHANNEL/CONTOUR/REVERB) |
| 真空管          | 4                         |

Mesa Boogie ギターアンプFシリーズの一つ。最大100Wの出力が可能。60Wの選択も可能になっている。
チャンネルはCH1クリーン、CH2ゲイン、の二つ。CH2はCONTOUR(BOOST)も付いておりゲイン、ボリュームをブーストすることもできる。
CH1,CH2でそれぞれ独立したつまみ(GAIN/TREBLE/MID/BASS/REVERB/MASTER)がついている。
Markシリーズと外見は似ているが、Markシリーズの特徴でもある上下に動くEQが付いていないシンプルなものになっている。
FシリーズはMarkシリーズとはまた違ったパワーのあるサウンドが人気。
中でもHeadタイプは特に数も少なく生産も終了しているため希少価値も高い。